# Chácara Inglesa (Saúde)
A Chácara Inglesa é um pequeno bairro localizado na Zona Sul de São Paulo, situado no distrito da Saúde. Conhecido por sua atmosfera residencial, ruas arborizadas e excelente infraestrutura, o bairro é um dos mais procurados por quem busca qualidade de vida na capital paulista. Sua história, marcada por transformações urbanas e culturais, reflete o desenvolvimento da cidade ao longo do século XX.

## História
O bairro começou a ser loteado no início do século XX, em um período de expansão urbana de São Paulo. O nome "Chácara Inglesa" remonta à época em que a região era composta por grandes chácaras e propriedades rurais. Uma dessas chácaras, pertencente a um imigrante inglês, acabou dando origem ao nome do bairro. A urbanização da área começou a ganhar força nas décadas de 1940 e 1950, quando a cidade de São Paulo passou por um intenso processo de crescimento populacional e expansão territorial.
O loteamento foi realizado por empresas imobiliárias que visavam atrair famílias de classe média e alta. A proximidade com o centro da cidade e a construção de vias importantes, como a Avenida Jabaquara e a Avenida Doutor Ricardo Jafet, foram fatores determinantes para o crescimento do bairro. A chegada da Linha 1-Azul do Metrô, com estações como Praça da Árvore e Santa Cruz, também foi um marco no desenvolvimento da região, facilitando o acesso e impulsionando o mercado imobiliário.

## Atualidade
A Chácara Inglesa é um bairro valorizado no mercado imobiliário da Zona Sul de São Paulo. A proximidade com estações de metrô, como Praça da Árvore e Santa Cruz, e a infraestrutura completa tornam o bairro atrativo para famílias e jovens profissionais. Além disso, a presença de condomínios modernos e casas tradicionais oferece opções diversificadas para diferentes perfis de moradores.
O bairro conta com uma ampla rede de escolas públicas e privadas, atendendo desde a educação infantil até o ensino médio. Entre as instituições de destaque estão o Colégio Marista Arquidiocesano. É conhecido por suas praças e ruas arborizadas, que proporcionam um ambiente tranquilo para caminhadas e atividades ao ar livre. Possui fácil acesso a importantes vias, como a Avenida Jabaquara, a Avenida Doutor Ricardo Jafet e a Rua Domingos de Morais. A presença de estações de metrô, facilita o deslocamento para outras regiões da cidade. O transporte público é complementado por linhas de ônibus que atendem ao bairro e arredores.